# Hof ten Steen

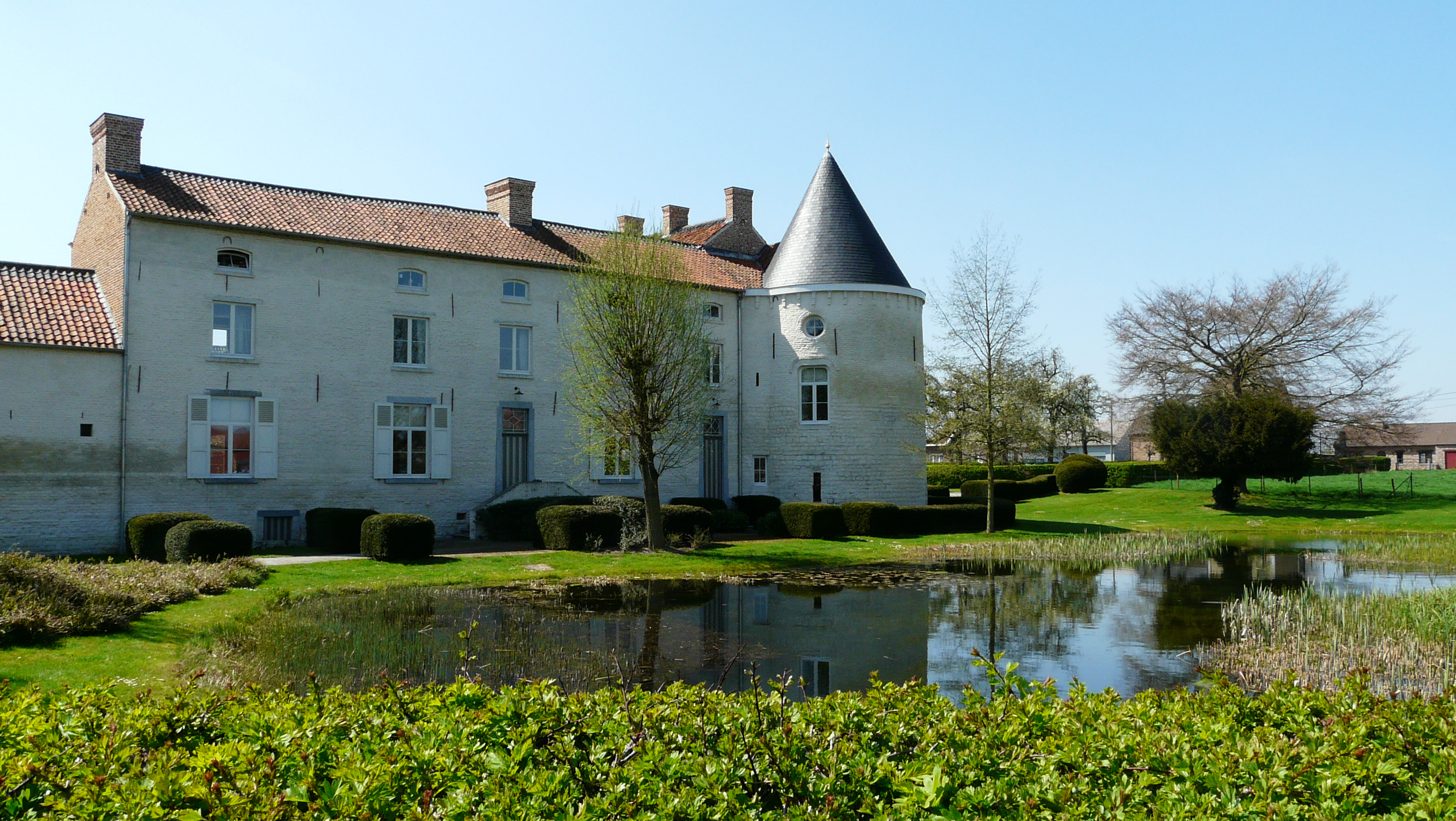
Kasteel en vijver in 2013

Het Hof ten Steen is een kasteelhoeve in het Belgische dorp Orsmaal. De hoeve ligt centraal in het dorp. Vlakbij vindt men de Smidskapel, de Sint-Pieterskerk en het gemeentehuis.

## Geschiedenis
In de 13de eeuw was het Hof ten Steen een omwalde burcht. Hiervan resteren nog de gewelven en één versterkte toren met twee schietgaten. In de 17de eeuw werden de overblijfselen heropgebouwd als kasteel met omwalling. Twee torens en de valbrug bleven behouden. Na een brand in 1868 werd het kasteel verbouwd tot hoeve. Eén versterkte toren bleef behouden. Van de omwalling resteert de vijver.

## Dorpsgezicht
Het gebouw is in 2000 geklasseerd als monument om zijn historische waarde. Het ligt tevens in een beschermd dorpsgezicht. De hoeve is omgeven door een weide met hoogstamfruit.
De Bietenroute (een bewegwijzerde fietsroute doorheen het Hageland) heeft het Hof ten Steen als een van haar bezienswaardigheden.